# 里茲斯普林章克申 (密蘇里州)
里茲斯普林章克申（英語：Reeds Spring Junction）是位於美國密蘇里州斯通縣的非建制地區。

## 地理
里茲斯普林章克申所處的海拔為高於海平面361米（即1184英呎），而該地所採用的時區為UTC-6，即北美中部時區（CST）。同時該地設有夏令時間，為UTC-6調快一小時，即UTC-5（CDT）。